# Marcelo Cirino
Marcelo Cirino da Silva (* 22. Januar 1992 in Maringá), genannt Marcelo, ist ein brasilianischer Fußballspieler.

## Karriere
Marcelos Profikarriere begann im Jahr 2009, als er bei seinem Klub Athletico Paranaense erste Erfahrungen in der brasilianischen Série A sammelte. Bei einer 2:1-Niederlage beim Fluminense FC im Herbst 2009 erzielte er im Alter von 17 Jahren sein erstes Ligator. Einige Monate zuvor hatte er bereits sein Profidebüt gegeben. In der Saison 2010 kam er insgesamt auf zehn Einsätze. Anfang 2011 wurde er für die komplette Spielzeit zum Zweitligisten EC Vitória ausgeliehen, um dort Spielpraxis zu erhalten. Für Vitória bestritt er insgesamt 15 Spiele und erzielte einen Treffer.
Zur Saison 2012 kehrte er zu seinem Stammverein zurück, spielte aber weiterhin in der Série B, nachdem Paranaense im Jahr zuvor abgestiegen war. Das Team schaffte den direkten Wiederaufstieg und Marcelo, der mit 16 Toren in 29 Partien seine bis dato beste Saison spielte, hatte nach zwei Jahren Abstinenz wieder die Möglichkeit, sich in Brasiliens höchster Spielklasse zu beweisen. 
Im Jahr 2013 gelang es ihm, sich durch eine Reihe überzeugender Leistungen in den Fokus zu spielen. Paranaense belegte als Aufsteiger Platz 3 hinter Cruzeiro und Grêmio Porto Alegre und Marcelo, der sieben Treffer erzielte, wurde beim Prêmio Craque do Brasileirão gegen Ende der Saison zur Neuentdeckung des Jahres gewählt, womit er auf Spieler wie Bruno César oder Bernard folgte. Nach Ablauf der Saison geriet er immer mehr in den Fokus von Vereinen aus Europa und Konkurrenten aus Brasilien.
Zur Saison 2015 wechselte er zum Ligakonkurrenten Flamengo Rio de Janeiro. Sein Pflichtspieldebüt für seinen neuen Verein gab er bei der Taça Guanabara am 31. Januar 2015. Dem Klub blieb er bis April 2017 treu, dann wechselte auf Leihbasis zum Internacional SC. Der Vertrag erhielt eine Laufzeit bis zum 31. Dezember des Jahres. Ende Juli wurde die Leihe vorzeitig beendete. Cirino wurde in die VAE an al-Nasr Sports Club (Dubai) ausgeliehen. Der Kontrakt enthielt eine Kaufoption, welche zum Jahreswechsel gezogen wurde. Am Ende der Saison 2017/18 im April 2018 kehrte er in seine Heimat zurück. Nachdem er sich zunächst im CT do Caju fit hielt, unterschrieb er Anfang Juli 2018 wieder bei Athletico Paranaense. Mit dem konnte er in dem Jahr noch die Copa Sudamericana 2018 gewinnen und im Jahr darauf den Copa do Brasil 2019.
Nach Beendigung der Saison 2019, wurde Anfang Dezember sein Wechsel nach China zu Chongqing Lifan bekannt. Anfang September 2021 kündigte er unter Berufung einer FIFA Regelung zu ausbleibenden Gehaltszahlungen seinen bis Dezember 2023 laufenden Vertrag mit dem Klub. Bereits im April beantragte Cirino bei der FIFA die ausstehenden Zahlungen außergerichtlich einzutreiben. Seit seiner Ankunft in China im Januar 2020 hat er nur fünf Monatsgehälter erhalten. Im August erhielt er von der FIFA dann die Freigabe seinen Vertrag zu kündigen.
Noch im selben unterschrieb er in seiner Heimat einen Vertrag beim EC Bahia mit einer Laufzeit bis 2023. Kurz nach dem Start der Série B 2022 mit Bahia, wechselte Cirino zum dritten Mal zu Athletico Paranaense, um mit diesem in der Série A 2022 anzutreten. Der Vertrag wurde bis zum Ende der Meisterschaft im November des Jahres befristet. Im Januar 2024 erhielt Cirino einen neuen Vertrag beim Operário Ferroviário EC. Hier stand er bis August 2024 unter Vertrag. Von Mitte August 2024 bis Anfang Januar 2025 war er vertrags- und vereinslos.
Im Januar 2025 ging er nach Indonesien. Hier unterschrieb er einen Vertrag beim Erstligisten PSS Sleman. Am Ende der Saison 2024/25 musste er mit dem Verein aus Yogyakarta den Weg in die zweite Liga antreten.

## Spielweise
Marcelo kann in der Offensive auf verschiedenen Positionen eingesetzt werden. Besonders liegt ihm der rechte Flügel, häufig spielt er jedoch auch als Mittelstürmer. Eine seiner größten Stärken liegt vor allem in seiner hohen Grundschnelligkeit.

## Erfolge
Athletico Paranaense
- Staatsmeisterschaft von Paraná: 2009
- Copa do Brasil Pokalfinalist: 2013
- Copa Sudamericana: 2018
- Copa Suruga Bank: 2019
- Copa do Brasil Sieger: 2019

Flamengo
- Staatsmeisterschaft von Rio de Janeiro: 2017

## Auszeichnungen
- Prêmio Craque do Brasileirão: Newcomer des Jahres 2013